# أكبر أباد وزيري (اسماعيلي كرمان)
أکبر أباد وزیري (بالفارسية: اکبرآباد وزیری) هي قرية تقع في إيران في ناحية إسماعيلي. يقدر عدد سكانها بـ 18 نسمة بحسب إحصاء 2016.